# Liste der Baudenkmale in Heinbockel
In der Liste der Baudenkmale in Heinbockel sind die Baudenkmale des niedersächsischen Ortes Heinbockel aufgelistet. Der Stand der Liste ist der 8. Dezember 2021.
Die Quelle der  IDs und der Beschreibungen ist der Denkmalatlas Niedersachsen.

## Allgemein
In den Spalten befinden sich folgende Informationen:
- Lage: die Adresse des Baudenkmales und die geographischen Koordinaten. Kartenansicht, um Koordinaten zu setzen. In der Kartenansicht sind Baudenkmale ohne Koordinaten mit einem roten Marker dargestellt und können in der Karte gesetzt werden. Baudenkmale ohne Bild sind mit einem blauen Marker gekennzeichnet, Baudenkmale mit Bild mit einem grünen Marker.
- Bezeichnung: Bezeichnung des Baudenkmales
- Beschreibung: die Beschreibung des Baudenkmales. Unter § 3 Abs. 2 NDSchG werden Einzeldenkmale und unter § 3 Abs. 3 NDSchG Gruppen baulicher Anlagen und deren Bestandteile ausgewiesen.
- ID: die Objekt-ID des Baudenkmales
- Bild: ein Bild des Baudenkmales, ggf. zusätzlich mit einem Link zu weiteren Fotos des Baudenkmals im Medienarchiv Wikimedia Commons. Wenn man auf das Kamerasymbol klickt, können Fotos zu Baudenkmalen aus dieser Liste hochgeladen werden:

## Hagenah

### Gruppe Im Dorfe 5
Die Gruppe hat die ID: 43745310. Hofanlage mit einem Haupthaus von 1838 und einem etwa zeitgleich errichteten Schafstall. Beide in Fachwerk mit Backsteinausfachung.

| Lage                                   | Bezeichnung               | Beschreibung | ID       | Bild |
| -------------------------------------- | ------------------------- | --- | -------- | ---- |
| Im Dorfe 5 53° 32′ 59″ N, 9° 19′ 35″ O | Wohn-/ Wirtschaftsgebäude | Giebelständig zum Dorfplatz stehendes Zweiständerhaus in Fachwerk mit Backsteinausfachung, unter reetgedecktem Halbwalmdach. Errichtet durch den Meister „HMB“ 1838 (i). | 30915597 | BW   |
| Im Dorfe 5 53° 32′ 59″ N, 9° 19′ 36″ O | Stall                     | Kleiner Fachwerkbau unter Satteldach. Errichtet in der Mitte des 19. Jahrhunderts als Schafstall.                                                                        | 43745334 | BW   |

### Einzeldenkmale
| Lage                                              | Bezeichnung               | Beschreibung | ID       | Bild |
| ------------------------------------------------- | ------------------------- | --- | -------- | ---- |
| Alte Dorfstraße 33 53° 33′ 0″ N, 9° 19′ 33″ O     | Wohn-/ Wirtschaftsgebäude | Giebelständig zum Dorfplatz stehendes Zweiständerhaus in Fachwerk mit Backsteinausfachung, unter reetgedecktem Halbwalmdach. Errichtet durch den Meister „HMB“ 1838 (i). | 30915539 | BW   |
| An der Bundesstraße 6 53° 32′ 38″ N, 9° 18′ 34″ O | Wohn-/ Wirtschaftsgebäude | Eingeschossiger Backsteinbau mit niedrigem Kniestock und flach geneigtem Satteldach. Symmetrisch gestaltete Giebelansicht mit stuckierten Architekturelementen und rundbogigen Öffnungen, besonders betont der hinter zwei eingestellten Säulen zurückliegende Eingang. Erbaut 1902 (i). | 30915578 | BW   |

## Heinbockel

### Gruppe Düdenbütteler Straße 7
Die Gruppe hat die ID: 30899281. Die Hofanlage besteht aus einem traufständig zur Straße ausgerichteten Haupthaus von 1852 und einem etwa zeitgleich errichteten, rechtwinklig hierzu platzierten Schweinestall.

| Lage                                              | Bezeichnung               | Beschreibung | ID       | Bild |
| ------------------------------------------------- | ------------------------- | --- | -------- | ---- |
| Düdenbütteler Straße 7 53° 34′ 39″ N, 9° 20′ 5″ O | Wohn-/ Wirtschaftsgebäude | Großes Zweiständer-Hallenhaus in Fachwerk mit Backsteinausfachung, unter reetgedecktem Halbwalmdach. Errichtet 1852 (i).                     | 30915688 | BW   |
| Düdenbütteler Straße 7 53° 34′ 39″ N, 9° 20′ 6″ O | Stall                     | Eingeschossiger Fachwerkbau mit Backsteinausfachung, unter reetgedecktem Walmdach. Errichtet als Schweinestall mit zwei Stallgängen um 1852. | 30915710 | BW   |

### Einzeldenkmale
| Lage                                      | Bezeichnung               | Beschreibung | ID       | Bild |
| ----------------------------------------- | ------------------------- | --- | -------- | ---- |
| Kötnerende 14 53° 34′ 22″ N, 9° 19′ 52″ O | Wohn-/ Wirtschaftsgebäude | Giebelständiges Zweiständerhaus in Fachwerk mit Backsteinausfachung, Wohnteil massiv erneuert. Unter Satteldach in Reetdeckung, am Wohnende mit Walm. Errichtet durch Meister „HMB“ 1845 (i). | 30915786 | BW   |